# Parlamento del Marocco
Il Parlamento del Marocco (in arabo: البرلمان المغربي, Barlaman almaghrib; in berbero: ⴰⴱⵕⵍⴰⵎⴰⵏ ⴰⵎⵖⵔⵉⴱⵉ, in francese Parlement du Maroc) è il ramo legislativo bicamerale del Marocco. Ha sede nella capitale Rabat.
È composto da due camere:
- La Camera dei rappresentanti: i 395 membri di questa camera sono eletti per cinque anni a suffragio universale diretto, in base a una lista proporzionale.
- La Camera dei consiglieri: conta tra 90 e 120 membri. Sono eletti per 6 anni con rinnovo di un terzo ogni tre anni. Sono inoltre eletti a suffragio indiretto dai rappresentanti eletti di organizzazioni professionali, dipendenti e autorità locali.

## Storia
Il tradizionale regime rappresentativo in Marocco fu espresso attraverso strutture ancestrali come l'assemblea di Oulema per le città e le regioni, o persino le assemblee di Jemâa all'interno delle tribù stesse. Queste strutture non sono state elette, ma funzionavano attraverso un sistema di cooptazione.
A partire dal 1880, il Marocco iniziò una serie di riforme volte a dotarlo di istituzioni che soddisfacessero standard moderni, in particolare occidentali. È il caso della creazione della carica di gran visir, con un gabinetto ministeriale strutturato e duraturo, con sei ministeri, tra cui affari esteri, finanza, difesa, ecc. Nel processo, il Sultano Mulay 'Abd al-'Aziz decise di creare nel 1904 un'assemblea consultiva, che chiamerà Majliss el Aayane. Fu su iniziativa di questa assemblea che fu convocata la conferenza internazionale di Algeciras, e che fu scritta la costituzione del 1908, che non entrerà mai in vigore a causa di disordini politici.
La Majliss el Aayane verrà sciolta nel 1913, in seguito al trattato di Fez che istituisce il protettorato. Ma nel 1947, e su istigazione di Erik Labonne, generale della Francia in Marocco e del Sultano Mohammed V, il protettorato creò camere di consultazione riservate agli israeliti e ai musulmani marocchini. Queste camere, elette due volte, durante le elezioni del 1947 e del 1951, sono in realtà solo una debole concessione del regime del protettorato di fronte alle richieste derivanti dal manifesto di indipendenza. L'Istiqlal, che accettò di partecipare alle elezioni del 1947 e di beneficiare di tre funzionari eletti, finì per boicottare le elezioni del 1951.
Alla fine del 1955, e dopo il ritorno dall'esilio del Sultano Mohammed V, il 16 novembre, e la vittoria dei nazionalisti, il Marocco ebbe un parlamento non eletto, ma risultante dalle consultazioni con i principali partiti politici, al fine di gettare le basi per le future elezioni legislative. Questa prima assemblea è presieduta da Mehdi Ben Barka. La prima costituzione marocchina adottata nel 1963 istituì un parlamento bicamerale, composto dalla Camera dei rappresentanti e dalla Camera dei consiglieri.
La Costituzione del 1970 abbandonò il bicameralismo e optò per una camera singola. La Costituzione del 1992 consente ai funzionari eletti di istituire commissioni d'inchiesta che possono far luce su fatti specifici se non hanno già dato seguito a procedimenti giudiziari.

## Potere di riserva
Nell'ambito dello stato di emergenza, il capo dello stato (in questo caso il re del Marocco) non può sciogliere il Parlamento, "lo stato di emergenza non provoca lo scioglimento del parlamento" (articolo 35, paragrafo 2 della costituzione del 1972 riveduta nel 1996). Durante gli anni di piombo - sotto il regno di Hassan II -, questo diritto fu invocato in modo piuttosto abusivo, con il primo e unico stato di emergenza che il Marocco ha conosciuto che è durato cinque anni, dal giugno 1965 al luglio 1970. Tuttavia, le costituzioni adottate dopo tale data contengono molte restrizioni alle libertà pubbliche, vicine allo stato di emergenza. Pertanto, fino al 1977, nessun parlamento eletto ha completato la sua legislatura in condizioni normali.

## Ruolo
Il ruolo del Parlamento e il rispetto della monarchia per la sua integrità sono aumentati considerevolmente dal 1999, quando Mohammed VI salì al trono. Tuttavia, il potere del Parlamento è ancora limitato in quanto è il re che nomina il primo ministro e su proposta di quest'ultimo, i membri del governo.